# Дара Драгишић
Дара Драгишић (Сарајево, 10. децембар 1921 — Каљај Дода, 22. септембар 1944) била је учесница Народноослободилачке борбе и народни херој Југославије.

## Биографија
Основну школу и гимназију завршила је у Пећи.
Од првих дана устанка определила се за Народноослободилачки покрет (НОП). У Пећи је, под врло тешким условима и стално у животној опасности, радила илегално све до почетка 1943. године, када је отишла у Шарпланински партизански одред. Већ у првим акцијама Дара је, као борац у Одреду, испољила свој младалачки полет, храброст и сналажљивост. Уливала је веру у победу, храбрила борце и увек била међу првима у акцији. Крајем 1943. године примљена је у Комунистичку партију Југославије (КПЈ).
Када је Шарпланински партизански одред ушао у састав Прве македонско-косовске ударне бригаде, Дара је постала заменик политичког комесара Другог батаљона. Бригада је водила борбе на широком простору у Македонији и Косову.
Истакла се у борбама на Кленовцу, Кичеву и Буковцу. Јуна 1944. године, тешко је рањена у десну руку. Повреда је није спречила да и даље учествује у борбама. Погинула је 22. септембра 1944. године у борбама код Каљај Доде, у Љуми, Албанија.
Указом председника ФНР Југославије Јосипа Броза Тита, 9. октобра 1953. године, проглашена је за народног хероја Југославије.